# 郭红梅
郭红梅（1973年—），四川通江人，汉族，中华人民共和国政治人物、第十二届全国人民代表大会四川地区代表。
毕业于中国共产党四川省委党校法学专业。加入中国民主同盟。担任四川省通江县民政局局长。2008年起担任全国人大代表。2013年，担任全国人大代表。